# Econometric Society
Econometric Society, es una asociación internacional de economistas.
Se define a sí misma como una "sociedad internacional para el avance de la teoría económica en su relación con las matemáticas y la estadística", fue fundada el 29 de diciembre de 1930 en Cleveland, EE. UU. Es una de las asociaciones de economistas más importantes a nivel mundial.
Publica la revista Econometrica, una de las más influyentes en economía, y una serie de monográficos donde se revisa el estado de la ciencia en algunos campos concretos. También organiza encuentros de economistas por regiones, y un encuentro mundial cada 5 años. La admisión como socio es algo muy valorado entre los economistas. Asimismo, concede el premio bienal Medalla Frisch, a un artículo destacado entre los publicados en Econometrica durante los cinco años anteriores.
Se elige como presidente a un economista destacado.